# 山口敏
山口 敏（やまぐち びん、1931年3月22日-2020年9月24日）は、日本の人類学者。
本名読み・さとし。

## 人物・来歴
千葉県東金市出身。水戸高等学校 (旧制)卒、1954年東京大学理学部人類学科卒、59年同大学院生物系研究科博士課程単位取得退学。
1972年「アイヌとオーストラリア原住民の比較骨学的研究」で札幌医科大学・医学博士。1959年北海道公立学校教員、札幌医科大学講師、66年助教授、1972年国立科学博物館人類研究部主任研究官、78年部長。95年定年退官。

## 著書
- 『日本人の顔と身体 自然人類学から探る現代人のルーツと成り立ち』(21世紀図書館) PHP研究所, 1986.7 『日本人の祖先』徳間文庫 1990.10
- 『日本人の生いたち 自然人類学の視点から』みすず書房, 1999.6

### 共編著・監修
- 『生物としての人』(科学ノート人間の解明) 佐倉朔共著. 日本評論新社, 1959
- 『人の成長と性』(科学ノート人間の解明) 木村邦彦共著. 日本評論新社, 1960
- 『日本人の起源の謎 「大いなる太古の日本の原風景」を探究する!』 (知の探究シリーズ) 監修, 中川悠紀子[ほか]著. 日本文芸社, 1997.10
- 『人類学講座 1　総論』渡辺直経,香原志勢共編集責任 雄山閣出版, 2001.3
- 『人類学の読みかた』渡辺直経, 香原志勢共編. 雄山閣出版, 2001.3
- 『私たち日本人の祖先』(人間科学全書. イラスト・ガイド私たちヒト) 小沼稜子 イラスト. てらぺいあ, 2003.3
- 『日本の人類学文献選集 近代篇』全8巻 編・解説. クレス出版, 2005.10
- 『中国江南・江淮の古代人 渡来系弥生人の原郷をたずねる』(人間科学全書. 研究報告シリーズ) 中橋孝博共編. てらぺいあ, 2007.4

### 翻訳
- レイモンド・ダート『ミッシング・リンクの謎 人類の起源をさぐる』みすず書房, 1960
- フランク・スペンサー『ピルトダウン 化石人類偽造事件』みすず書房, 1996.4